# Karl Müllauer
Karl Müllauer (* 1959; † 7. September 2014 in Krems an der Donau) war ein österreichischer Journalist. Er war von 1997 bis 2006 Chefredakteur der österreichischen Fachzeitschrift Vinaria.

## Leben
Ab Oktober 1979 war Karl Müllauer als Redakteur im Verlag des Niederösterreichischen Pressehauses tätig, wo ihm 12 Jahre lang die redaktionelle Leitung der NÖN-Ausgaben Zwettl und Horn oblag. Im Jahr 1991 wechselte er vom Waldviertel in das Niederösterreichische Pressehaus in St. Pölten, wo er bis März 1995 als Produktionsleiter der NÖN tätig war. Sodann war er bis 2006 im St. Pöltner LWmedia-Verlag tätig. Von 1997 bis 2006 war er Chefredakteur des vom LWmedia-Verlag herausgebrachten Fachmagazins Vinaria.